# Francesca Giannone
Francesca Giannone (Lecce, 1982) és una escriptora italiana guanyadora del Premio Bancarella 2023.

## Biografia
Després de llicenciar-se en ciències de la comunicació, va estudiar al Centro Sperimentale di Cinematografia de Roma, després es va traslladar a Bolonya, on va comissariar la catalogació dels trenta mil volums de l'Associació Luigi Bernardi i va assistir als cursos de Bottega Finzioni
El 2023 es va publicar la seva primera novel·la, La cartera, un fenomen editorial que va vendre quatre-cents mil exemplars en un any, convertint-se en la novel·la italiana més venuda del 2023 i després també del 2024. Actualment traduïda a 40 països, entre ells el català, la novel·la, inspirada en la història de la seva besàvia Anna Allevena, li va guanyar el premi Bancarella i el premi Amo Questo Libro de la Librerie Giunti. El mateix any, Lotus Production, una empresa que forma part del Leone Film Group, va adquirir els drets cinematogràfics.
El seu segon treball, Demà, demà, es publicà el 2024. Les seves dues novel·les es troben entre els deu llibres més venuts del 2024 a Itàlia.

## Obres
- Els herois són tots joves i bonics, publicat de manera independent (27 d'agost de 2019)
- La cartera, Barcelona, Duomo Ediciones, 2024
- Demà, demà, Milà, Editrice Nord, 2024